# Кембрія (Іллінойс)
Кембрія (англ. Cambria) — селище (англ. village) в США, в окрузі Вільямсон штату Іллінойс. Населення — 1505 осіб (2020).

## Географія
Кембрія розташована за координатами 37°46′47″ пн. ш. 89°7′6″ зх. д. / 37.77972° пн. ш. 89.11833° зх. д. (37.779795, -89.118231).  За даними Бюро перепису населення США в 2010 році селище мало площу 3,64 км², з яких 3,53 км² — суходіл та 0,11 км² — водойми.

## Демографія
Згідно з переписом 2010 року, у селищі мешкало 1228 осіб у 531 домогосподарстві у складі 329 родин. Густота населення становила 337 осіб/км².  Було 595 помешкань (163/км²).
Расовий склад населення:
| - 96,3 % — білих - 1,4 % — чорних або афроамериканців - 0,2 % — азіатів |

До двох чи більше рас належало 1,5 %. Частка іспаномовних становила 1,5 % від усіх жителів.
За віковим діапазоном населення розподілялося таким чином: 22,4 % — особи молодші 18 років, 65,3 % — особи у віці 18—64 років, 12,3 % — особи у віці 65 років та старші. Медіана віку мешканця становила 35,8 року. На 100 осіб жіночої статі у селищі припадало 91,9 чоловіків;  на 100 жінок у віці від 18 років та старших — 87,2 чоловіків також старших 18 років.
Середній дохід на одне домашнє господарство  становив 43 895 доларів США (медіана — 34 167), а середній дохід на одну сім'ю — 49 767 доларів (медіана — 42 917). Медіана доходів становила 32 143 долари для чоловіків та 29 145 доларів для жінок. За межею бідності перебувало 26,7 % осіб, у тому числі 45,3 % дітей у віці до 18 років та 18,0 % осіб у віці 65 років та старших.
Цивільне працевлаштоване населення становило 685 осіб. Основні галузі зайнятості: освіта, охорона здоров'я та соціальна допомога — 32,7 %, роздрібна торгівля — 17,4 %, виробництво — 9,1 %, науковці, спеціалісти, менеджери — 8,0 %.